# 市原市立牧園小学校
市原市立牧園小学校（いちはらしりつ まきぞのしょうがっこう）は、千葉県市原市ちはら台南にある公立小学校。文部科学省の学校コードはB112210004716、旧学校調査番号は121096。通称は牧小（まきしょう）。

## 概要
市原市北部のちはら台地区に位置する。牧園小学校は千原台ニュータウンの開発に伴って設置された新設校で、ニュータウン内では市原市立清水谷小学校に次いで3番目にできた小学校である。現在ニュータウンの最西部に位置しているが、当初の計画通りの人口増加が見込めれば、本校よりさらに西に「仮・千原台第五小学校」が開校する予定であった。しかし、これ以上の急激な児童数増加が見込めないため計画は中止となっており、予定地はすでに住宅地として利用されている。
市原市では全ての市立学校において2学期制を採用している。

## 沿革

### 概歴
1996年（平成8年）に市原市立牧園小学校として開校した。開校時の地番は草刈1726番地であった。2015年（平成27年）に創立20周年を迎えている。学校実績としては2013年（平成25年）までに研究学校指定を6回受けている。

### 年表
- 1996年（平成8年）4月1日 - 市原市立牧園小学校開校[3]。
- 2006年（平成18年）4月1日 - 2学期制となる。

## 施設

### 併設施設
- 牧園小学校児童クラブ（学童保育）

## 通学区域
以下の町丁字とその範囲を通学区域として指定している。
- ちはら台西1 - 5丁目の全域、6丁目の一部
- ちはら台南1 - 2丁目
- 草刈の一部。

## 通学区域内施設
通学区域内の主な施設は以下の通りである。
- ちはら台駅
- 市原市立ちはら台西中学校
- ユニモちはら台
- もりまちちはら台モール
- ちはら台公園
- 堂坂公園
- 大岬公園
- 睦月公園
- 如月公園
- 弥生公園
- 卯月公園
- 川焼緑地

## 中学校区
1996年度 - 2010年度
- 市原市立ちはら台南中学校

2011年度 -
- 市原市立ちはら台西中学校

## 隣接小学校区
- 市原市立菊間小学校
- 市原市立湿津小学校
- 市原市立清水谷小学校
- 千葉市立椎名小学校

## アクセス
- ちはら台駅から徒歩18分
- 小湊鐵道バス（鎌01系統）・千葉中央バス（ちはら台線）
  - 「大岬公園」で下車後、徒歩5分